# Никелино
Никелино (итал. Nichelino) — коммуна в Италии, располагается в регионе Пьемонт, в провинции Турин. в Никелино находился Ступиниджи загородная резиденция правящей династии Савойского дома.
Население составляет 49 061 человек (2008 г.), плотность населения составляет 2443 чел./км². Занимает площадь 21 км². Почтовый индекс — 10042. Телефонный код — 011.
Покровителем коммуны почитается святой апостол Матфей, празднование 21 сентября.

## Демография
Динамика населения:

## Города-побратимы
- Калюир-э-Кюир, Франция (2006)
- Виктория, Мальта (2009)

## Администрация коммуны
- Официальный сайт: http://www.comune.nichelino.to.it/